# Dammit Man
«Dammit Man» — сингл американского рэпера Питбуля при участии Piccallo. Был выпущен 3 августа 2004 г. с дебютного альбома Питбуля M.I.A.M.I. Продюсером стал Джим Джонсин. Песня достигла пика на 19 строке в чарте Bubbling Under Hot 100 Singles.

## Видеоклип
Режиссёром клипа стал Флай Кай. В нём снялись и Питбуль, и Piccallo. Также в эпизодах появился DJ Khaled.

## Список композиций
1. «Dammit Man» (Album Version) (featuring Piccallo) — 4:01
2. «Dammit Man» (Remix) (featuring Lil' Flip) — 3:46

Источник:

## Чарты
| Чарт (2004-05)                                | Наивысшая позиция |
| --------------------------------------------- | ----------------- |
| US Bubbling Under Hot 100 Singles (Billboard) | 19                |
| US Hot R&B/Hip-Hop Songs (Billboard)          | 58                |

## История релиза
| Регион | Дата           | Формат               | Лейбл |
| ------ | -------------- | -------------------- | ----- |
| США    | 3 августа 2004 | Цифровая дистрибуция | TVT   |